# Prolita sexpunctella
Prolita sexpunctella là một loài bướm đêm thuộc họ Gelechiidae. Nó được tìm thấy ở hầu hết châu Âu và Bắc Mỹ.
Sải cánh dài 13–17 mm. Con trưởng thành bay từ tháng 5 đến tháng 6. Chúng bay ban ngày.
Ấu trùng ăn lá các loài Calluna (bao gồm Calluna vulgaris), Empetrum nigrum và Dryas octopetala. Chúng cuốn lá cây lại và qua mùa đông trong đó.

## Hình ảnh

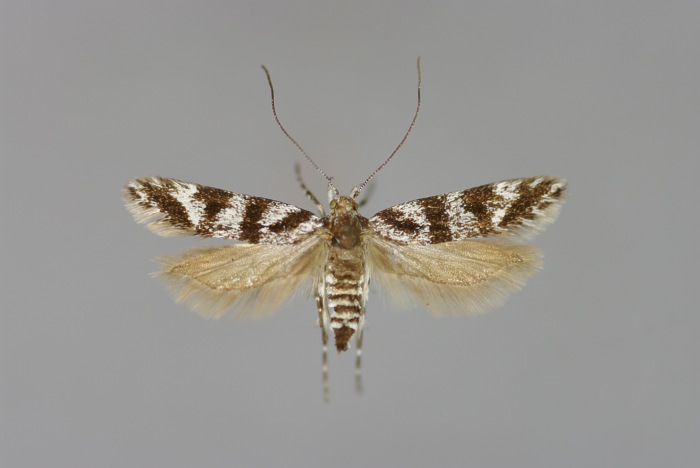
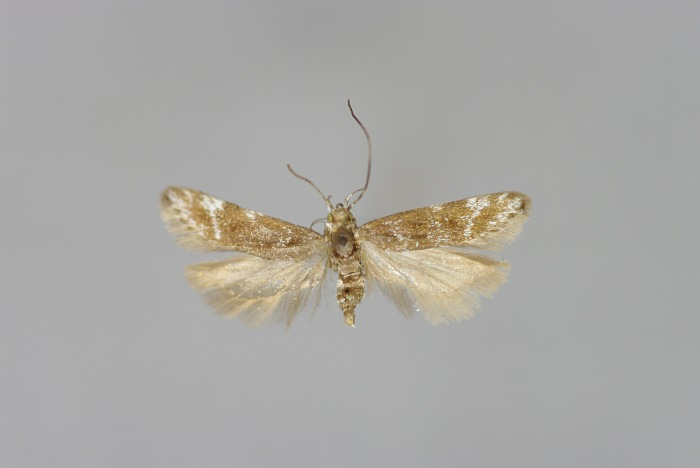
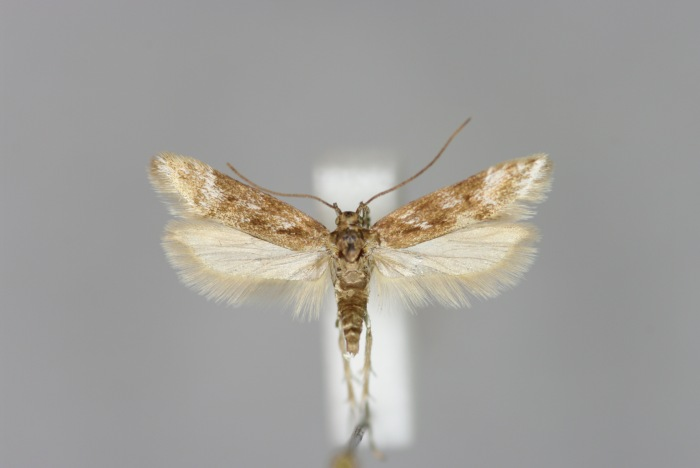